# دي جي بيير
دي جي بيير (بالإنجليزية: DJ Pierre)‏ هو دي جيه أمريكي، ولد في 12 يوليو 1965 في هارفي في الولايات المتحدة.

## وصلات خارجية
- دي جي بيير على موقع ميوزك برينز (الإنجليزية)
- دي جي بيير على موقع ميوزك برينز (الإنجليزية)
- دي جي بيير على موقع ميوزك برينز (الإنجليزية)
- دي جي بيير على موقع ميوزك برينز (الإنجليزية)
- دي جي بيير على موقع أول ميوزيك (الإنجليزية)
- دي جي بيير على موقع أول ميوزيك (الإنجليزية)
- دي جي بيير على موقع أول ميوزيك (الإنجليزية)
- دي جي بيير على موقع أول ميوزيك (الإنجليزية)
- دي جي بيير على موقع أول ميوزيك (الإنجليزية)
- دي جي بيير على موقع أول ميوزيك (الإنجليزية)